# Corrientes
Corrientes (in guaraní Taragüí) è la città più antica della zona nord-orientale dell'Argentina ed è la capitale della provincia omonima. Situata lungo la riva sinistra del Paraná, è un importante centro politico, culturale ed universitario.

## Geografia fisica

### Territorio
La città sorge sulla riva orientale del fiume Paraná, approssimativamente 50 km a valle della confluenza tra questo ed il Paraguay. Insieme ai centri abitati limitrofi, che distano decine di chilometri di distanza, costituisce l'agglomerato urbano conosciuto come Gran Corrientes. Fanno parte del comune di Corrientes le seguenti isole: Pelón, Talar, Meza, Hernández, Noguera, Platero, Cabral, de la Palomera, Latorre e infine Pindó.
La città può crescere solo verso est (direzione limitata a causa della presenza dell'aeroporto) e verso sud, poiché a nord e ad ovest scorre il Paraná.
L'area del Barrio Esperanza e del Puente Pexoa si trovano in contesa: infatti, ricevono finanziamenti dal comune di Corrientes ma sono entrambi reclamati dal comune di Riachuelo in base al Decreto-Ley N.° 2161/1963 promulgato il 12 luglio 1963.
La geografia della città è caratterizzata da colline e ondulazioni formate dall'antico corso del torrente Poncho Verde. La altitudine media di Corrientes è di 56 m s.l.m. però nelle piccole conche questo livello scende fino a 40 m s.l.m. e nei giorni di forti piogge si accumula molta acqua che produce inondazioni nei quartieri bassi.
La costa della città di Corrientes è caratterizzata da dislivelli ed accumuli di sabbia, dove sono collocate le spiagge della città; questa zona è sottoposta all'erosione creata dal fiume Paraná.
Le strade sono popolate da un buon numero di "ceibos", "jacarandás", aranci e "lapachos", con i caratteristici fiori.

### Clima
| Mese                       | Mesi  | Mesi  | Mesi  | Mesi  | Mesi  | Mesi | Mesi | Mesi | Mesi | Mesi  | Mesi  | Mesi  | Stagioni | Stagioni | Stagioni | Stagioni | Anno    |
| Mese                       | Gen   | Feb   | Mar   | Apr   | Mag   | Giu  | Lug  | Ago  | Set  | Ott   | Nov   | Dic   | Est      | Aut      | Inv      | Pri      | Anno    |
| -------------------------- | ----- | ----- | ----- | ----- | ----- | ---- | ---- | ---- | ---- | ----- | ----- | ----- | -------- | -------- | -------- | -------- | ------- |
| T. max. media (°C)         | 32,5  | 32,1  | 30,6  | 25,2  | 23,5  | 20,1 | 18,9 | 23,1 | 23,9 | 25,0  | 28,7  | 31,1  | 31,9     | 26,4     | 20,7     | 25,9     | 26,2    |
| T. media (°C)              | 26,2  | 25,2  | 23,5  | 21,2  | 16,3  | 11,2 | 9,3  | 15,1 | 17,9 | 21,7  | 23,9  | 25,9  | 25,8     | 20,3     | 11,9     | 21,2     | 19,8    |
| T. min. media (°C)         | 21,3  | 20,8  | 19,2  | 16,9  | 13,5  | 8,7  | 7,6  | 7,8  | 12,5 | 15,7  | 18,4  | 19,7  | 20,6     | 16,5     | 8,0      | 15,5     | 15,2    |
| T. max. assoluta (°C)      | 43,5  | 41,5  | 39,0  | 37,5  | 34,9  | 32,0 | 30,0 | 34,0 | 37,5 | 38,5  | 39,9  | 41,5  | 43,5     | 39,0     | 34,0     | 39,9     | 43,5    |
| T. min. assoluta (°C)      | 11,5  | 9,0   | 4,3   | 2,1   | −2,4  | −4,2 | −6,2 | −3,5 | 8,9  | 13,5  | 16,8  | 19,8  | 9,0      | −2,4     | −6,2     | 8,9      | −6,2    |
| Precipitazioni (mm)        | 166,1 | 156,9 | 205,9 | 284,6 | 125,2 | 91,8 | 48,5 | 60,3 | 83,0 | 129,7 | 174,8 | 118,8 | 441,8    | 615,7    | 200,6    | 387,5    | 1 645,6 |
| Giorni di pioggia          | 8     | 9     | 9     | 12    | 8     | 8    | 7    | 6    | 8    | 9     | 11    | 8     | 25       | 29       | 21       | 28       | 103     |
| Umidità relativa media (%) | 70    | 75    | 78    | 83    | 81    | 83   | 79   | 75   | 74   | 71    | 73    | 69    | 71,3     | 80,7     | 79       | 72,7     | 75,9    |

## Origini del nome
La città di Corrientes fu fondata da Juan Torres de Vera y Aragón domenica 3 aprile 1588 con il nome di ''Ciudad de Vera ''(in italiano: Città di Vera), come scritto nell'atto di fondazione:
"Siete Corrientes" (in italiano: Sette Correnti) si riferisce alla conformazione costiera, caratterizzata da sette "punti" o penisole che modellano il fiume e che generano forti correnti d'acqua. Un secolo dopo la fondazione, prende il nome di San Juan de Vera de las Siete Corrientes a causa di San Giovanni Battista che fu uno dei santi scelti dai fondatori per proteggere la città.
In lingua guaraní, la città di Corrientes è conosciuta con il nome di Taragüí. Lo storiografo Manuel Florencio Mantilla fu il primo a realizzare una interpretazione di questo vocabolo e sostenne provenisse dalla unione di due voci: ava (villaggio o città) e agüi (vicino). Così, infatti, il popolo guaraní, che vivevano vicino al villaggio, chiamavano la nuova città spagnola; inoltre i guaraní discriminavano tutta la popolazione straniera, residente vicino a loro, chiamandola come la città. Inoltre, la postazione spagnola che si svilupperà fino a divenire la futura città di Corrientes, fu chiamata anche Teyú Taragüí, essendo quest'ultimo aggregato ad una parola che in spagnolo significa lagarto, ossia lucertola o ramarro, poiché nella zona questi animali erano prolifici.
La grafia della parola Taragüí deriva dai documenti dei primi spagnoli che provarono a realizzare una sorta di traduzione scritta poiché l'ascoltavano pronunciata dai guaraní. Non tutti questi documenti coincidono tra loro e si possono trovare diverse versioni: Tavagüí, Taragüy, Taraguy o Taaguy, volendo significare tutte la stessa cosa. Per convenzione, uso e costume, si assunse come denominazione ufficiale la parola Taragüí come scritto nella versione ufficiale della nuova Costituzione di Corrientes.

## Storia

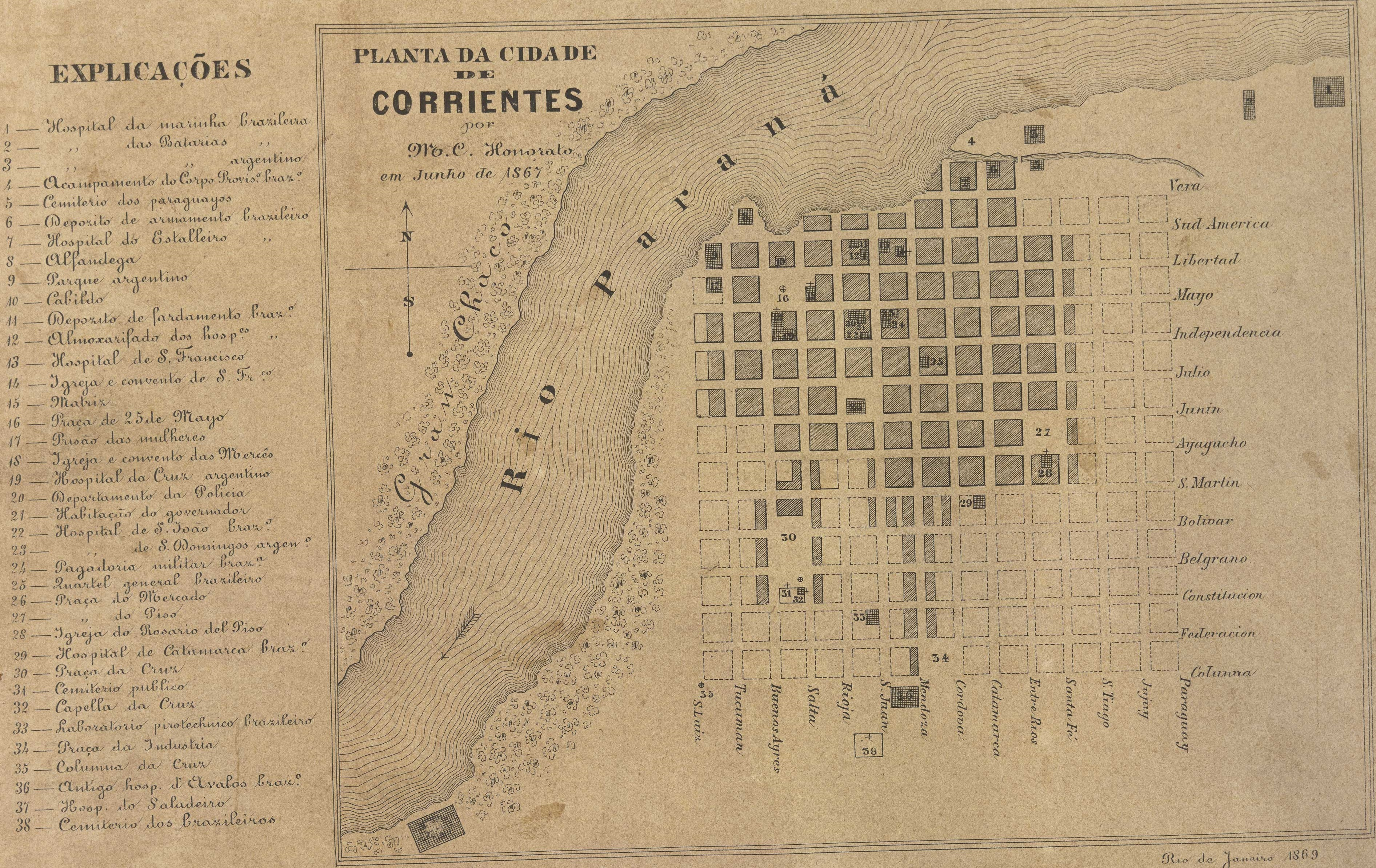
Mappa di Corrientes del 1867.

Nel 1516 Juan Díaz de Solís comandò la prima spedizione che raggiunse la regione, popolata principalmente dagli indigeni Guaraní, ma la spedizione fu attaccata e lo stesso Solís perse la vita nella battaglia.
L'esploratore Sebastiano Caboto fondò nel 1527 il forte Sancti Spiritu lungo il Paraná, e nove anni più tardi Pedro de Mendoza si spinse ancora più a nord, a monte lungo il fiume, in cerca delle Sierras de la Plata.
Il 3 aprile 1588 Alonso de  Vera fondò per conto di Juan Torres de Vera y Aragón l'insediamento di San Juan de Vera de las Siete Corrientes ("San Giovanni di Vera delle Sette Correnti"), successivamente abbreviato a Corrientes. Le "sette correnti" si riferiscono alle sette penisole situate sulla riva del fiume in questa zona, che davano luogo a correnti che rendevano ardua la navigazione del fiume lungo questo tratto.
Nonostante ciò, la sua posizione fra Asunción, attuale capitale del Paraguay, e Buenos Aires rese la città un importante punto di transito, specialmente per il terreno su cui sorge, posto a 55 metri sul livello del fiume, e dunque al riparo dal pericolo d'inondazioni.
Nel 1615 i Gesuiti si stabilirono nelle vicinanze del fiume Uruguay. Nel 1807 la città resistette all'invasione britannica. Durante la guerra d'indipendenza argentina fu costantemente in conflitto con il governo centralista di Buenos Aires. Nel 1818 la città fu occupata dalle truppe del caudillo Andrés Guazurary. Il 15 aprile 1865, nel corso della guerra della Triplice Alleanza, Corrientes fu attaccata via terra e via fiume dall'esercito paraguaiano che successivamente la occupò per diversi mesi. Il 28 ottobre dello stesso anno le truppe argentine ripresero possesso della città.

## Monumenti e luoghi d'interesse
- Cattedrale di Nostra Signora del Rosario, costruita nella metà del XIX secolo in stile Italianizzante.
- Chiesa e Convento della Mercede
- Chiesa della Santissima Croce del Miracolo
- Convento di San Francesco

## Società

### Evoluzione demografica
Secondo il Censimento della Popolazione del 2010, il Dipartimento di Capital aveva una popolazione di 356.314 abitanti (184.853 donne e 171.461 uomini), includendo anche il quartiere Esperanza e i centri di San Cayetano, Laguna Brava, Santa Ana e Riachuelo.
Corrientes consta di 346.334 abitanti (INDEC, 2010) e presenta un incremento del 10,1% rispetto ai 314.546 abitanti del censimento precedente (INDEC, 2001).
Abitanti censiti di Corrientes

## Geografia antropologica
Corrientes conserva il tracciato di stile coloniale caratterizzato da vie strette e una serie di strade risalente all'epoca della fondazione; allo stesso modo, l'architettura, fino al XVII secolo, fu caratterizzata dall'utilizzo del fango, dell'argilla e del legno per la costruzione delle case che non erano molto alte e avevano dei corridoi esterni affinché l'aria circolasse. Fernando González Azcoaga, storiografo, infatti, affermò: 
Sempre come ricorda González Azcoaga, la prima casa a due piani fu costruita nel 1798. Inoltre: 
Particolarmente relazionato all'aspetto storico è la prospettiva urbana e le trasformazioni che subì la città negli ultimi decenni. L'architetto Silvina López spiegò:
L'architetto, inoltre, aggiunse:
Vi sono però dei vistosi problemi, come spiega la López:
La planificación urbana debe aspirar a que todos los ciudadanos puedan acceder de forma equitativa a los servicios públicos, pero con la falta de previsión se seguirán construyendo barriadas cada vez más alejadas. Eso se debe a que falta delimitar las áreas urbanas y rurales para la construcción y crecimiento de la ciudad.»
La pianificazione urbana deve essere realizzata affinché tutti i cittadini possano accedere allo stesso modo ai servizi pubblici ma con la mancanza di previsioni si continueranno a costruire quartieri (o distretti) sempre più lontani. Questo è dovuto al fatto che non vengono limitate le aree urbane da quelle rurali per la costruzione e la crescita della città.»
Infine:

## Cultura

### Eventi
La città e, in generale, tutta la provincia divennero famose per il tipico carnevale; allo stesso modo ha acquisito interesse la Fiesta Nacional del Chamamé, che venne realizzata a Corrientes per la prima volta negli anni '80.

### Istruzione

#### Musei
- Museo di Belle Arti "Dr. Juan R. Vidal"
- Museo Storico "Tte. Gobernador Manuel Cabral de Meli y Alpoin"
- Museo Sanmartiniano
- Museo Archeologico ed Antropologico
- Museo di Scienze Naturali "Amado Bompland"
- Museo Storico delle Vie Navigabili
- Museo della Polizia

#### Università
Corrientes è sede insieme a Resistencia dell'Università Nazionale del Nordest, fondata nel dicembre 1956.

### Teatri
- Teatro Juan de Vera, costruito tra il 1907 ed il 1913 in stile Belle Époque.

## Infrastrutture e trasporti

### Strade
Corrientes, assieme alla vicina Resistencia, è il principale snodo stradale centro-nord argentino. La città è situata all'intersezione tra la strada nazionale 12 e la strada nazionale 16.
Il ponte Generale Belgrano attraversa il Paraná, che costituisce il confine naturale con la provincia del Chaco, e unisce Corrientes a Resistencia. Ad ovest della città, a monte lungo il Paraná, fra il Paraguay e l'Argentina, è situata la diga di Yacyretá, uno dei più grandi generatori idroelettrici del mondo.

### Aeroporti
La città è servita dall'aeroporto Piraginé Niveyro (codice CNQ), distante 5 km dal centro.

## Sport

### Calcio
Le due principali società calcistiche cittadine sono il Boca Unidos ed il Deportivo Mandiyú.

### Pallacanestro
La sezione cestistica del Club de Regatas è la principale squadra di pallacanestro di Corrientes.